# Saint-Rémy-des-Landes
Saint-Rémy-des-Landes foi uma comuna francesa na região administrativa da Normandia, no departamento Mancha. Estendia-se por uma área de 8,26 km². Em 2010 a comuna tinha 208 habitantes (densidade: 25,2 hab./km²).
Em 1 de janeiro de 2016, passou a formar parte da nova comuna de La Haye.